# Datura stramonium
Espèce
Classification APG III (2009)
Le Datura officinal, Stramoine ou Stramoine commune (Datura stramonium L.) est une espèce de plantes dicotylédones de la famille des Solanaceae.
Ses nombreux noms vernaculaires (herbe aux fous, pomme-épineuse, herbe-aux-taupes, chasse-taupe, herbe du diable, herbe aux sorciers endormeuse, pomme poison, trompette des anges, herbe Jimson ou trompette de la mort) évoquent la forme de la fleur ou la toxicité de la plante. Son absorption (ingestion ou inhalation) est source d'hallucinations, de comportements anormaux, de confusion mentale, d'amnésie, de délires conduisant parfois au coma puis à un arrêt cardiaque et respiratoire (Maheshwari et al. 2013).
On la rencontre dans les friches, les champs, sur le bord des routes et parfois jusque dans les jardins publics.

## Taxonomie

### Liste des formes et variétés
Selon Catalogue of Life (18 août 2015) :
- Datura stramonium f. tatula

Selon Tropicos (18 août 2015) (Attention liste brute contenant possiblement des synonymes) :
- Datura stramonium var. canescens Roxb.
- Datura stramonium var. chalybaea W.D.J. Koch
- Datura stramonium var. godronii Danert
- Datura stramonium var. inermis (Juss. ex Jacq.) C.E. Lundstr., fruit inerme, Corse, Essonne
- Datura stramonium var. stramonium
- Datura stramonium var. tatula (L.) Torr. [1824], tiges violettes, fleur blanche ou lilas, à cœur pourpre profond.

## Histoire
Le Datura stramonium était considéré depuis des temps reculés comme une plante magique associée à la sorcellerie ou magie noire.
La pomme épineuse, utilisée en onguent, en philtre ou en fumée provoque la déconnexion du réel, hallucinations et sommeil. Ses effets délétères l'ont fait surnommer « herbe aux fous ».

## Description

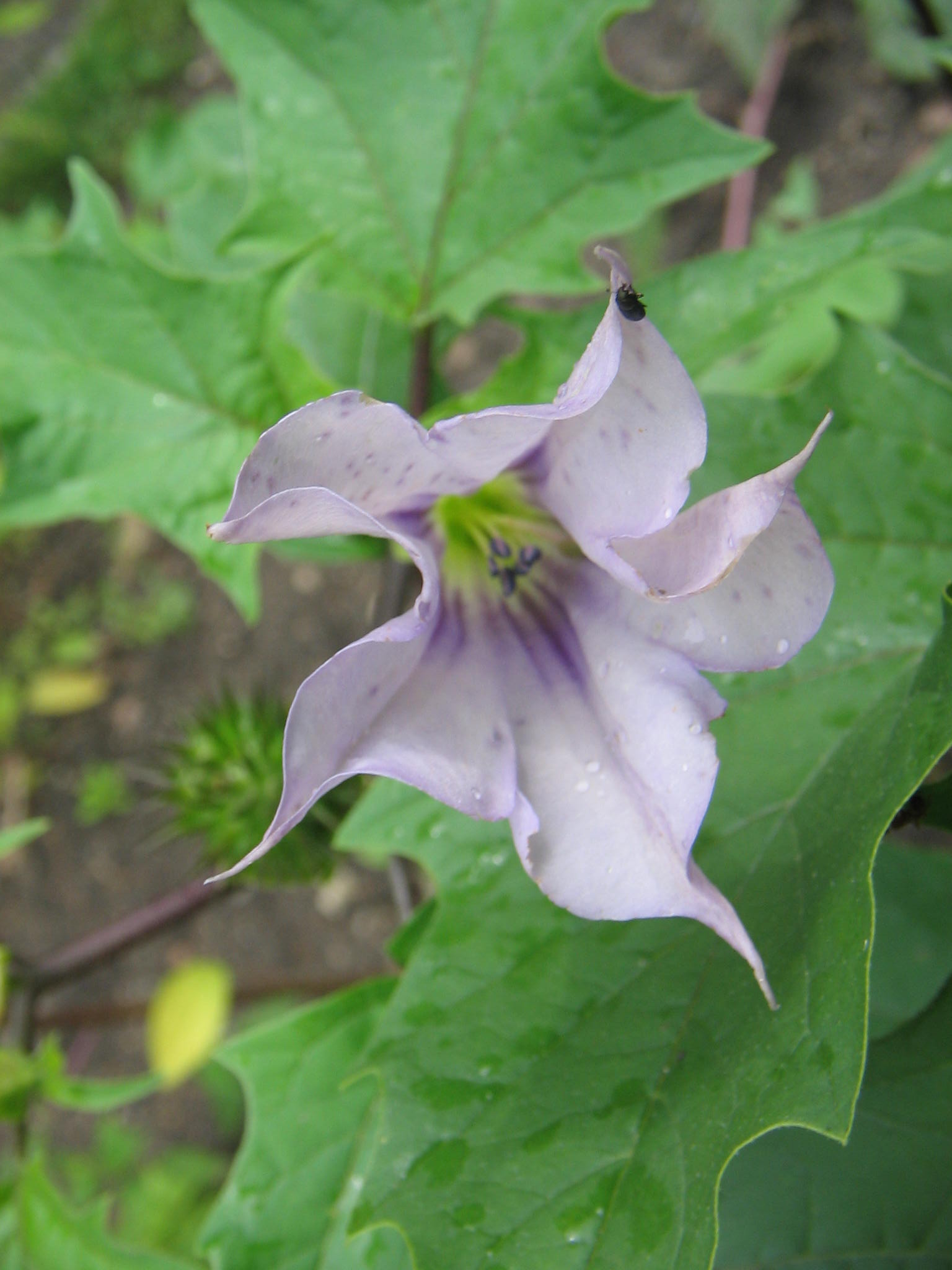
Fleur violacée de D. stramonium var. tatula.

C'est une plante annuelle de 30 cm à 2 m de haut, à odeur fétide, et à racine pivotante.
Les feuilles sont relativement grandes, jusqu'à 20 cm, ovales, fortement sinuées, portant des dents aiguës et à base asymétrique.
Les fleurs, solitaires, généralement blanches ou jaunâtres, de 7 à 12 cm de long à corolle soudée en tube s'ouvrant en entonnoir à cinq lobes peu marqués, et à calice formant tube 5-angulaire vert pâle, plus court que la corolle et terminé par cinq petits lobes. Une variété porte des fleurs violacées.
Le fruit de forme ovoïde de la taille d'une noix, qui mûrit de juillet à octobre, est dressé, couvert d'épines longues et robustes mais peut aussi en être parfaitement dépourvu (var. inermis et tatula). C'est une capsule septicide s'ouvrant à maturité par quatre grandes valves qui découvrent une colonne placentaire centrale portant les graines.
Les graines réniformes, à surface réticulée, longues de 3 à 4 mm, sont noires et contiennent un embryon spiralé.

## Écologie
- La distribution d'origine reste obscure.

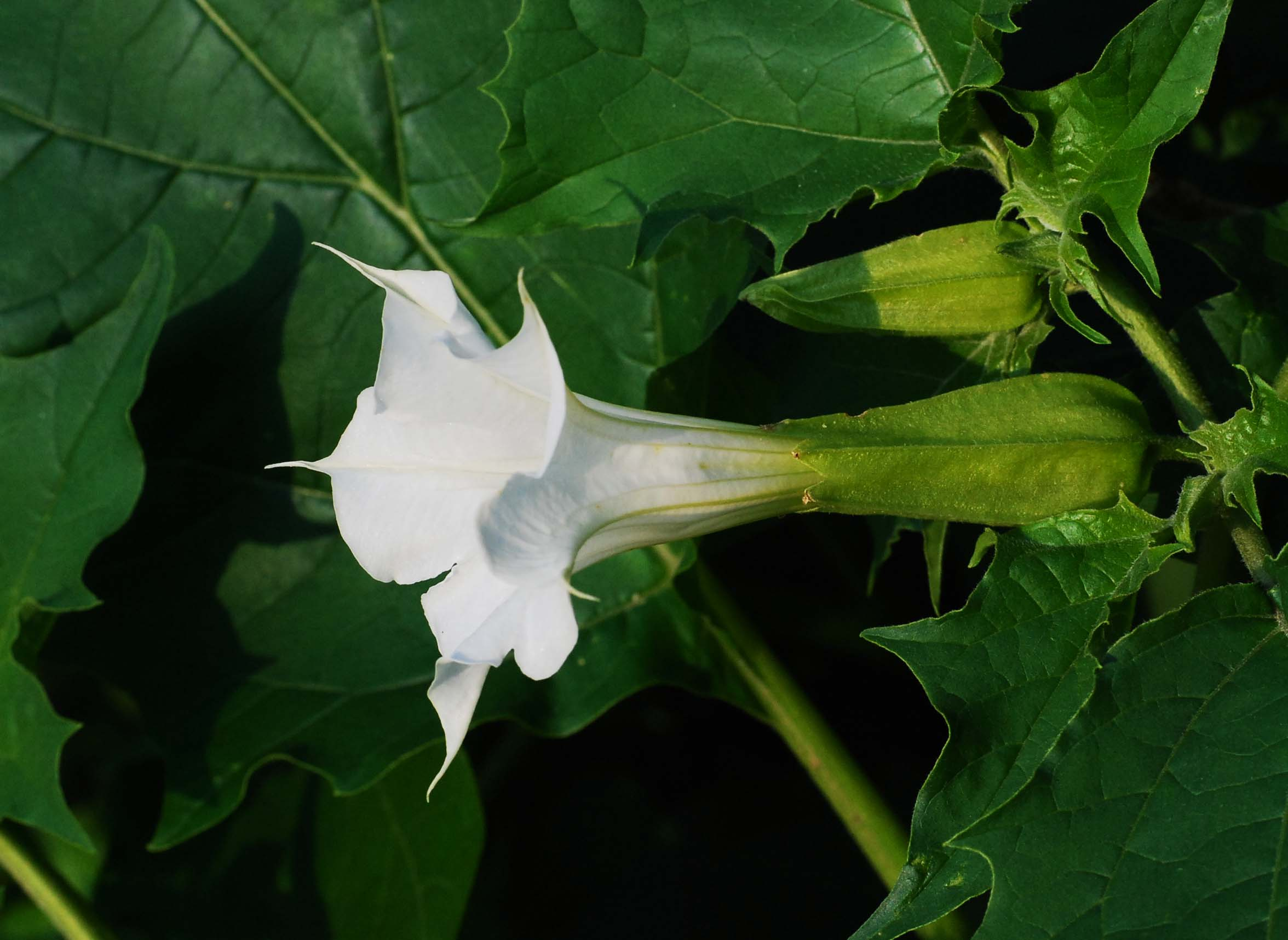
Fleur blanche, calice pentagonal.

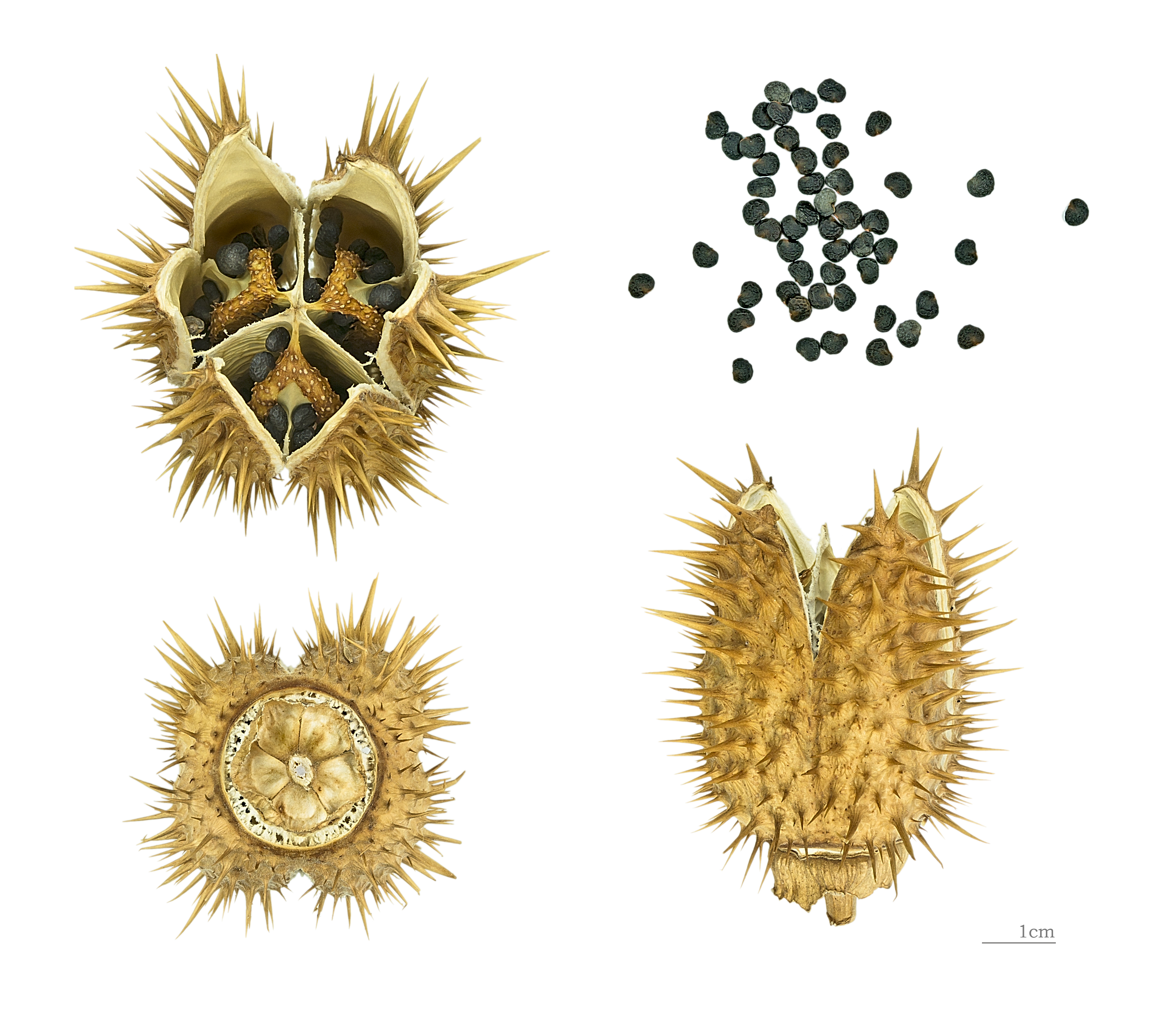
Fruits et graines - MHNT.

Linné distinguait le D. stramonium du D. tatula et donnait le premier d'origine américaine sans se prononcer sur l'origine du second. Les botanistes ont ensuite beaucoup hésité sur la terre d'origine du D. stramonium: pour les uns c'était le sud de l'Europe (Bertoloni), pour d'autres c'était l'Asie (Darlington), ou les bords de la mer Caspienne (Alphonse de Candolle); le D. tatula maintenant traité comme une variété de D. stramonium, était considéré comme originaire d'Amérique par de Candolle.
Cette opinion d'origine eurasiatique est restée commune jusque dans les années 1990, bien que quelques auteurs se soient prononcés pour une origine américaine. Les études taxonomiques de Symon et Haegi (1991) en concluant sans ambiguïté pour une origine américaine de tous les daturas semblent avoir mis fin aux controverses entre botanistes. Pour eux, l'identification du Struchnon manicon du médecin grec Dioscoride (Ier siècle) avec un datura est erronée.
Aujourd'hui, on considère que le stramonium est probablement originaire du Mexique et qu'il a été introduit dans l'Ancien Monde par les Européens après la conquête de l'Amérique. Il s'est naturalisé un peu partout dans le monde.
Des historiens continuent malgré tout à s'opposer à cette hypothèse. Selon une note publiée récemment par une historienne, Suzanne Amigues, cette plante serait celle que Théophraste dénomme Strychnos manicos dans son Histoire des plantes (IVe siècle av. J.-C.) : le dit Srychnos manicos est tout à fait similaire au D. stramonium tant par sa description que par ses effets sur l'organisme humain. Témoignage complété par Dioscoride dans sa « Matière médicale » bien que ce dernier auteur fasse un amalgame partiel avec certains traits de la belladone. Enfin deux auteurs du Ier siècle av. J.-C., Diodore de Sicile et Strabon, rapportent que les Celtes empoisonnaient leurs pointes de flèches avec du suc de datura, la description du fruit ne laissant aucun doute quant à l'identité de la plante. Rappelons que les botanistes Symon et Haegi sont tout à fait opposés à cette manière d'interpréter les textes.
- C'est une plante commune en Europe.

Elle pousse dans les champs cultivés et les terres incultes : friches, décombres, sables des cours d'eau, et aime les terres fraîchement retournées où elle est considérée comme une mauvaise herbe qui peut être localement très envahissante. C'est une plante nitrophile, qui préfère les sols frais, limoneux et argilo-siliceux (zones alluvionnaires, épandage d'effluents). Elle concurrence les cultures estivales notamment le maïs et le soja ainsi que les cultures maraîchères.

## Composition
Le datura officinal (D. stramonium) est riche en substances minérales (15-18 %) et en alcaloïdes tropaniques.
La teneur en alcaloïdes totaux varie entre 0,2 et 0,5 % dont un tiers de scopolamine et les deux tiers restants de l'hyoscyamine et de l'atropine. Il y a grosso modo deux fois plus d'hyoscyamine que de scopolamine dans la stramoine alors qu'il y en a 20 fois plus chez la belladone. L'atropine se forme par racémisation à partir de l'hyoscyamine lors du processus d'extraction.
Pas moins de 64 alcaloïdes tropaniques ont été détectés dont 48 ont pu être identifiés par Berkov et coll. (2005).

Noyau de tropane.

La biosynthèse de ces composés alcaloïdes se fait en grande partie dans les racines. Ils sont ensuite transportés dans les parties aériennes par les vaisseaux du xylème.
La teneur la plus élevée en alcaloïdes se situe dans les racines au moment où la plante émerge. Elle chute ensuite rapidement jusqu'à la première fleur et après un petit rebond au moment de la formation des fruits, elle chute à nouveau jusqu'à pratiquement disparaître des racines de la plante sénile. Par contre, la teneur en alcaloïdes des tiges restent à peu près constante durant toute la vie de la plante.
Les alcaloïdes tropaniques peuvent être classés suivant la position de substitution sur le noyau tropane : 3-monosubstitué-tropanes, les 3,6-bisubstitués-tropanes, les 3,6,7-trisubstitués tropanes et les 3-substitués-6,7-epoxytropanes.
Les racines ont un profil en alcaloïdes plus complexe que les parties aériennes. Elles possèdent des bi-, tri-, et 3-substitué-6,7-epoxytropanes.
Dans les parties aériennes (tiges, feuilles et fruits), la part des mono- et des 6,7-epoxytropanes est beaucoup plus importante alors que celle des bi- et trisubstitués est assez basse.
L'étude de Berkov et coll. porte sur 48 alcaloïdes de différentes parties du D. stramonium, mesurés à différents stages de développement,
notés E : plante émergente, O : première fleur ouverte, I : fruit immature, S : plante sénile.
| Alcaloïdes                                             | Formules | Racines % | Racines % | Racines % | Racines % | Tiges % | Tiges % | Feuilles % | Feuilles % | Graines % | Graines % |
|                                                        |          | E         | O         | I         | S         | E       | I       | O          | I          | I         | S         |
| ------------------------------------------------------ | -------- | --------- | --------- | --------- | --------- | ------- | ------- | ---------- | ---------- | --------- | --------- |
| 3-monosubstitués-tropanes                              |          |           |           |           |           |         |         |            |            |           |           |
| 3α-apotropoyloxytropane (apoatropine)                  |          | 2.1       |           | 11.0      |           | 1.1     | 13.3    | 12.5       | 15.5       | 23.7      | 26.5      |
| 3-phénylacétoxytropane                                 |          | 1.1       |           | 0.4       |           | 0.1     | 4.4     | 3.0        | 4.1        | 8.1       | 5.1       |
| 3α-tigloyloxytropane                                   |          |           | 2.2       | 0.6       |           | 0.5     |         |            |            |           |           |
| hyoscyamine                                            |          | 55.7      | 5.7       | 35.2      | 19.3      | 4.4     | 62.9    | 42.5       | 58.5       | 48.2      | 43.5      |
| 3,6-bisubstitués-tropane                               |          |           |           |           |           |         |         |            |            |           |           |
| 3α,6β-ditigloyloxytropane                              |          |           | 12.4      | 4.7       | 32.7      |         |         |            |            |           |           |
| 6-hydroxyapotropine (3-apotropoyloxy-6-hydroxytropane) |          | 1.0       |           | 2.0       |           | 0.8     | 0.7     | 1.1        | 1.3        |           |           |
| 3-substitué-6,7-époxytropane                           |          |           |           |           |           |         |         |            |            |           |           |
| scopolamine                                            |          | 9.7       |           | 2.9       |           | 52.5    | 8.2     | 24.0       | 10.8       | 16.2      | 4.6       |
| aposcopolamine (3-apotropoyloxy-6,7-epoxytropane)      |          | 3.4       | 2.3       | 2.1       |           | 15.8    | 2.8     | 6.6        | 3.4        |           | 5.5       |
| 3,6,7-trisubstitués-tropane                            |          |           |           |           |           |         |         |            |            |           |           |
| 3-tigloyloxy-6-propionyloxy-7-hydroxytropane           |          | 6.9       | 3.5       | 1.5       |           | 5.0     | 0.3     | 0.2        |            |           |           |

## Propriétés
Les alcaloïdes tropaniques principaux du stramonium sont l'hyoscyamine et la scopolamine. L'hyoscyamine a des effets parasympathicolytiques (c'est-à-dire qui s'opposent à l'action du système nerveux parasympathique) se traduisant par une tachycardie, une mydriase, une diminution des sécrétions (salive, sueur) et un ralentissement du transit intestinal.
La scopolamine est aussi un parasympathicolytique provoquant en outre d'intenses hallucinations délirantes, de l'amnésie (amnésie lacunaire antérograde) et des pertes de conscience.
L'activité anticholinergique des alcaloïdes de la plante produit un délire hallucinatoire de plusieurs heures.
Le stramoine est très vénéneux, c'est la plante la plus toxique de toutes les solanacées[réf. souhaitée], ce qui la rend potentiellement dangereuse même pour un usage chamanique.
C'est à partir de Datura stramoine que le chimiste allemand Albert Ladenburg isole en 1881 la scopolamine.

## Toxicité
L'intoxication à la stramoine se manifeste d'abord par une soif intense, une vision floue et la phobie de la lumière. La peau devient rouge et brûlante, la température monte, le coeur bat plus vite et la pression augmente. Suivent le délire et des mouvements violents qui rendent le sujet dangereux; des convulsions précèdent un sommeil narcotique profond ou un coma mortel. Une intoxication non fatale dure entre 12 et 48 h, provoquant une dilatation de la pupille qui se prolonge pendant deux semaines; une poignée de feuilles fraîches (5 g) peut tuer un enfant.

### Fréquence des cas

#### Intoxications accidentelles
Il arrive parfois que l'intoxication soit accidentelle : contamination de conserve de haricots verts par le datura, miel élaboré par des abeilles butinant cette plante, consommation de graines par de très jeunes enfants, consommation de salade sauvage, etc. La plante est très vigoureuse et peut être considérée comme une mauvaise herbe par les jardiniers. Si ceux-ci l'arrachent et brûlent le tas de mauvaises herbes contenant majoritairement du datura, l'inhalation accidentelle de la fumée peut largement suffire à provoquer des hallucinations pendant plusieurs heures.
On rapporte un cas d'intoxication collective survenu à Jamestown (États-Unis) en 1676, quand les soldats britanniques envoyés pour mater la rébellion de Nathaniel Bacon ont consommé accidentellement une salade contenant de jeunes feuilles de datura. Beaucoup ont présenté des troubles neurologiques plusieurs jours durant .
En France, la DGCCRF a récemment (plusieurs fois en 2019) fait rappeler plusieurs lots de farine et de spécialités de sarrasin contaminés,, et en 2012, cause de sachets de poêlée campagnarde contaminés par du datura et (exclusivement) vendus à des professionnels de la restauration collective et de la restauration hors-foyer ; « Dix huit personnes ont été victimes d'intoxication alimentaire en région Provence-Alpes-Côte d'Azur entre le 21 septembre et le 11 octobre 2012, ce qui a motivé plusieurs avis de rappel les 2012.

#### Intoxications volontaires
La fréquence des intoxications volontaires n'est pas du tout négligeable. Par exemple, 14 cas ont été enregistrés dans les hôpitaux de Rennes et Brest entre 1974 et 1989, et à Poitiers entre 1990 et 1992, 10 cas ont été colligés.
Le datura est la plupart du temps absorbé sous forme d'infusion, plus rarement il est fumé sous forme de joint.
L'utilisation dans un cadre récréatif reste anecdotique et souvent limité à une expérimentation isolée et de brève durée du fait de la difficulté de gestion du produit, des effets secondaires désagréables (importante sécheresse des muqueuses, amnésie, confusion mentale et impression d'étrangeté persistant plusieurs jours après la prise), et des risques d'accidents. Ces risques d'accidents (intoxication) sont liés à la difficulté à déterminer la dose souhaitée car la limite entre la dose hallucinogène et une surdose est très étroite et liée à la période de latence entre l'absorption et l'apparition des effets qui peut amener les usagers à se surdoser.

### Symptômes observés
Les premiers symptômes apparaissent très rapidement :
- sécheresse de la bouche, diminution des sécrétions ;
- troubles visuels, dilatation des pupilles (effet mydriatique de l'atropine) ;
- élévation du rythme cardiaque (la tachycardie est souvent égale ou supérieure à 120 battements par minute) ;
- faiblesse musculaire pouvant aller jusqu'à une incapacité à se tenir debout.

Les troubles du comportement, caractérisés par une désorientation spatio-temporelle, apparaissent ensuite et entraînent parfois une hospitalisation.
L'individu est congestionné, sa face et son cou sont rouges, il a une parole incohérente ou peut être trouvé dans un coma profond. Il arrive que l'individu décède avant une prise en charge médicale.
L'individu a des hallucinations visuelles, auditives, il ne reconnaît plus ses proches et semble vouloir attraper des objets imaginaires. Les hallucinations sont décrites par les usagers comme cauchemardesques souvent accompagnées de crises d'angoisse et de la perte des repères spatio-temporels.
Le retour à la normale demande plusieurs jours. Il s'accompagne en général d'une amnésie totale ou partielle de l'épisode.
Dans tous les cas, les effets du datura ne sont absolument pas comparables aux drogues hallucinogènes classiques comme le LSD ou la psilocybine (champignon), en effet l'état produit par la plante s'apparente à un état de somnambulisme, de rêve éveillé voire de folie, ce qui n'est pas du tout le cas des drogues psychédéliques.
Ceci couplé aux difficultés extrêmes de dosage rend l'expérience délirogène hautement dangereuse.
En cas d'empoisonnement au datura, une hospitalisation d'urgence est requise où sera pratiqué un traitement qui est avant tout symptomatique : lavage d'estomac, sédation par injection de benzodiazépines, réhydratation.

### Doses toxiques
La sécheresse buccale est provoquée par 0,5 mg d'atropine, la mydriase par 1 mg, la tachycardie par 2 mg, et l'intoxication est nette pour des doses de 3 à 5 mg.
Les doses toxiques généralement admises pour l'adulte sont de 5 mg d'atropine et de 4 mg de scopolamine. Pour l'enfant elle n'est que de 0,1 mg/kg pour les deux alcaloïdes.
Chez l'adulte, la dose létale d'atropine serait de 10 mg, et celle de scopolamine serait supérieure à 2–4 mg.
La symptomatologie caractéristique apparaît après consommation de 1,5 ou 2 cigarettes de datura.
Une étude rapporte deux cas d'intoxications à la suite de prises volontaires de 10 feuilles dans un cas et une infusion de graine (dosage non précisé) dans l'autre cas (dans les deux cas ingestion par voie orale), les deux prises ont déclenché un syndrome anticholinergique ayant nécessité une hospitalisation en urgence dans les deux cas.
La dose d'atropine contenue dans une graine serait de 0,1 mg.

## Utilisations

### Jardinage
Comme il attire les doryphores qui y pondent, et que les larves s'y empoisonnent en mangeant la plante, le datura a parfois été jugé utile pour lutter contre les doryphores en maraichage. Mais au vu des problèmes qu'il pose en agriculture quand il est adventice des cultures maraîchères ou céréalières, il vaut mieux utiliser des plantes du type Brugmansia ou ricin, aussi efficaces, sans les inconvénients du datura.

### Rituels magiques et religieux
Plante associée à la magie, aux chamanes et aux sorcières (d'où ses noms vernaculaires de pomme du diable, d'herbe des démoniaques, d'herbe des magiciens ou d'herbe aux sorcières), elle était selon la tradition utilisée sous forme d’onguent, de philtre ou de fumigation (tabac mélangé avec de la poudre de graines ou de feuilles de Datura), et provoquait des hallucinations délirantes mais la limite très infime entre le dosage pour ces effets hallucinogènes et le surdosage toxique pouvait entraîner des troubles cardiaques, digestifs, respiratoires. Les propriétés narcotiques de la plante sont connues depuis la Grèce antique : dans L'Odyssée, Circé offre un breuvage aux compagnons d'Ulysse comprenant une dose de Datura stramonium, ce qui les transforme en cochons. Sa toxicité était mise à profit par une compagnie de voleurs appelée les « endormeurs » qui sévissait dans la seconde moitié du XVIIIe siècle. Ces brigands parisiens réduisaient en poudre les semences de Datura et les mélangeait au tabac à priser ou à du vin qu'ils vendaient aux bons bourgeois badauds ou aux voyageurs. Ils attendaient ainsi que leurs victimes s'endorment pour les dépouiller de leur bourse et de leurs bijoux.
Le Datura stramonium (et le D. metel) entre dans les préparations utilisées par les faiseurs de zombis à Haïti. Un zombie est une personne qui a été tuée puis réanimée par un sorcier vaudou. Dans un premier temps, la victime absorbe à son insu un "poison à zombie" comportant des extraits séchés de crapaud de mer, du cartilage de poisson globe fou-fou, des ossements broyés de jeune garçon etc. Sous l'effet des toxines, la victime perd connaissance. Son entourage la croyant morte procède à une inhumation. Dans les heures qui suivent l'enterrement, le bokor (sorcier) réanime la personne zombifiée en lui donnant un "antidote" composé de concombre-zombie (Datura stramonium ou metel), de bois-caca, bois chandelle et gaïac. Pour l'éthnobotaniste W. Davis, la première intoxication résulterait de la tétrodotoxine des poissons globes et la seconde utiliserait les propriétés hallucinogènes du datura pour prendre le contrôle total de la victime.

### Médecines traditionnelles
Il a été utilisé comme plante médicinale pour ses effets antispasmodiques et sédatifs du système nerveux central, préconisée contre l'asthme et les névralgies. Les cigarettes antiasthmatiques au datura sont cependant interdites en France depuis 1992 à cause des accidents que cela provoquait (chez des toxicomanes qui en détournaient l'utilisation).
Datura metel et D. stramonium ont des usages médicinaux semblables un peu partout dans le monde. Quand les deux plantes sont présentes dans un pays la terminologie traditionnelle ne permet pas en général de les distinguer.
À Madagascar et en Afrique tropicale, le datura est traditionnellement utilisé pour traiter l'asthme, la toux, la tuberculose et la bronchite. Les feuilles, les fleurs séchées sont fumées sous forme de cigarettes.
La plante entre aussi dans diverses préparations sédatives, pour calmer certains patients atteints de troubles mentaux.
En Afrique de l'ouest (Sénégal, Guinée, Ghana, Nigéria), des cataplasmes de feuilles broyées sont prescrits pour les œdèmes inflammatoires ou les rhumatismes.
En Éthiopie, l'huile confectionnée avec les graines sert à masser les parties douloureuses.
La toxicité de graines a aussi été mise à profit comme raticide (en mélange avec de la farine de sorgho) ou pesticide (contre les chenilles ravageuses, les puces, les chiques etc.).
En Inde, le datura est l'un des milliers d'ingrédients de la médecine ayurvédique, avec notamment une préparation faite de jus de feuilles de datura, de nim (Azadirachta indica) et de bétel (Piper bettle) est appliquée sur l'eczéma. Le jus des feuilles est aussi donné comme anthelmintique et antipyrétique.

### Utilisation enthéogène
Le datura a été utilisé, à titre enthéogène (c'est-à-dire non récréatif), comme la mandragore, la jusquiame, la belladone et le brugmansia. On ne parle plus ici d'hallucinogène mais d'effet « délirogène ». L'effet n'est pas une distorsion de la réalité mais l'intromission dans un monde totalement irréel où la raison s'éteint. Cette plante assez répandue sur le globe a été associée à certaines pratiques de chamanisme et de sorcellerie, bien que toxique, et pouvant mener à la folie voire à la mort. Les feuilles moins riches en alcaloïdes ont été fumées, infusées ou placées en cataplasme ; les graines ou racines (plus riches en alcaloïdes neurotoxiques) absorbées ou infusées.
Cette plante présente en France à l'état sauvage attise malheureusement la curiosité de psychonautes ou de jeunes à la recherche de sensations fortes, engendrant régulièrement de réels problèmes psychiatriques et des morts inopinées. Ce risque de folie était connu des amérindiens (l'un des noms autochtones de cette plante en Amérique du nord est « La plante qui rend fou »),.

## Aspect historique
Condorcet serait mort en avalant du datura stramoine et de l'opium.

## Plante invasive
La plante est très invasive, et se répand de plus en plus, notamment dans le Sud de la France, aidée par un climat plus clément. Des cas de contamination de haricots verts ou de farine de sarrasin ont été signalés en 2019,.
La plante est sensible au gel, ce qui explique qu'elle contamine peu les plantations d'hiver comme le blé, l'orge et le colza, par contre elle est présente dans les champs de soja, de tournesol ou de maïs, plantes semées entre avril et septembre.

## Galerie

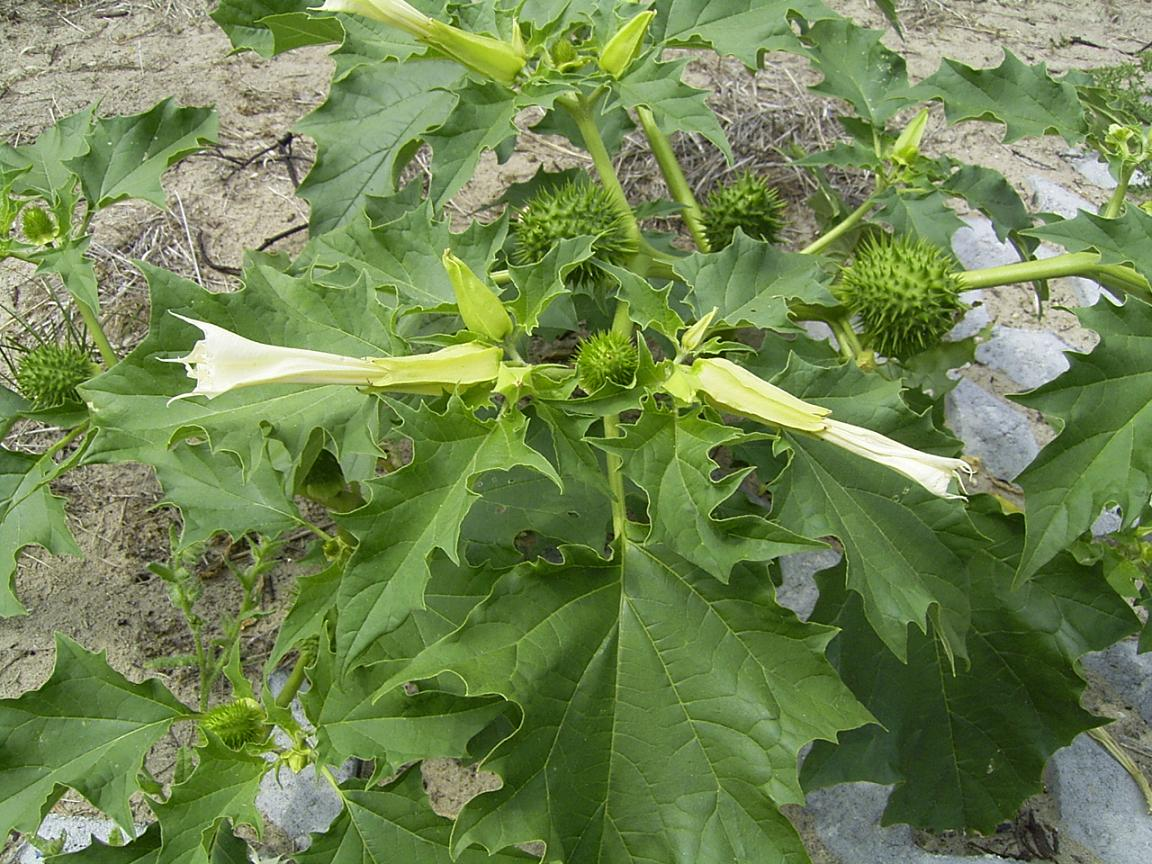
Datura stramonium.
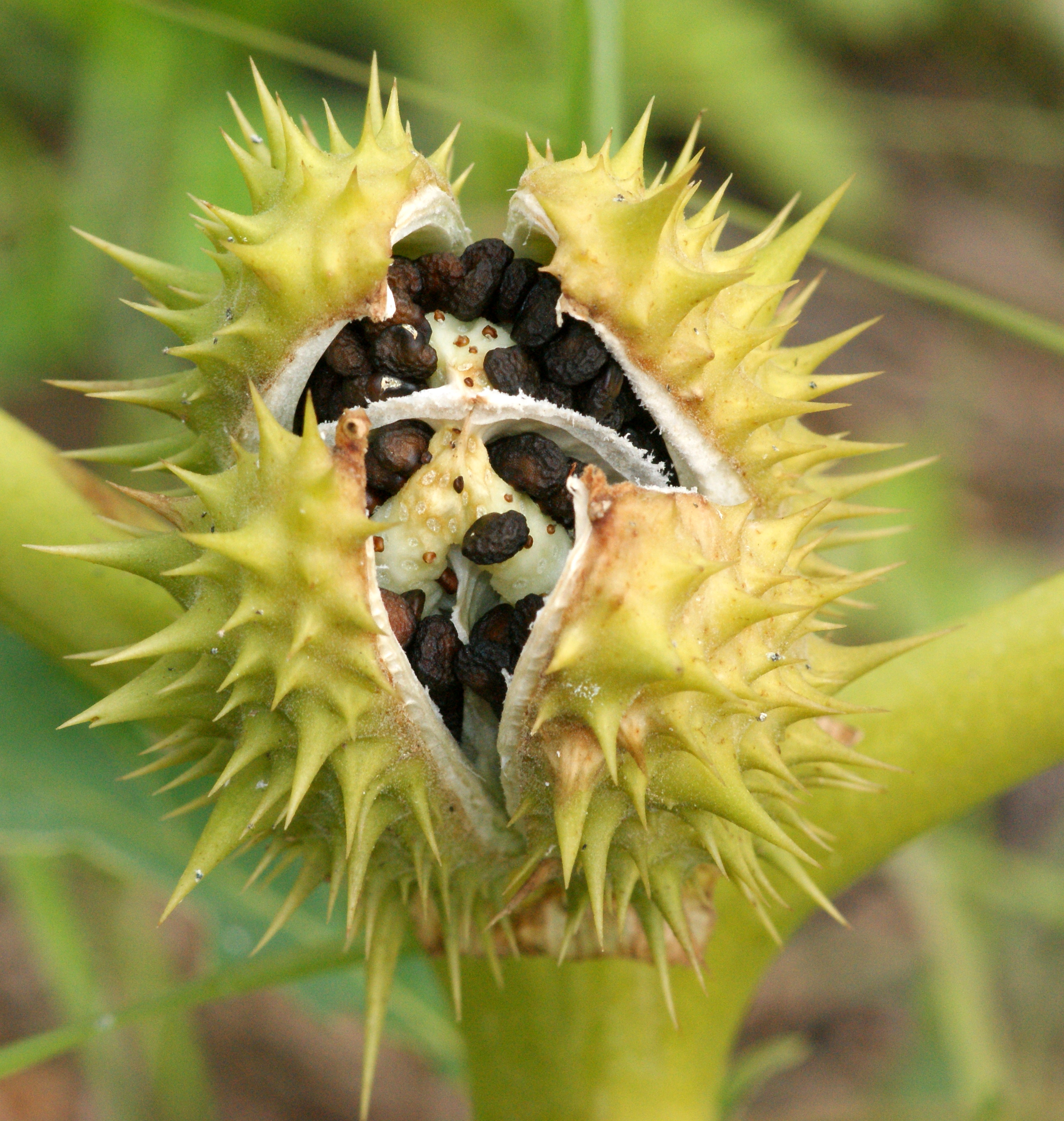
Fruit.
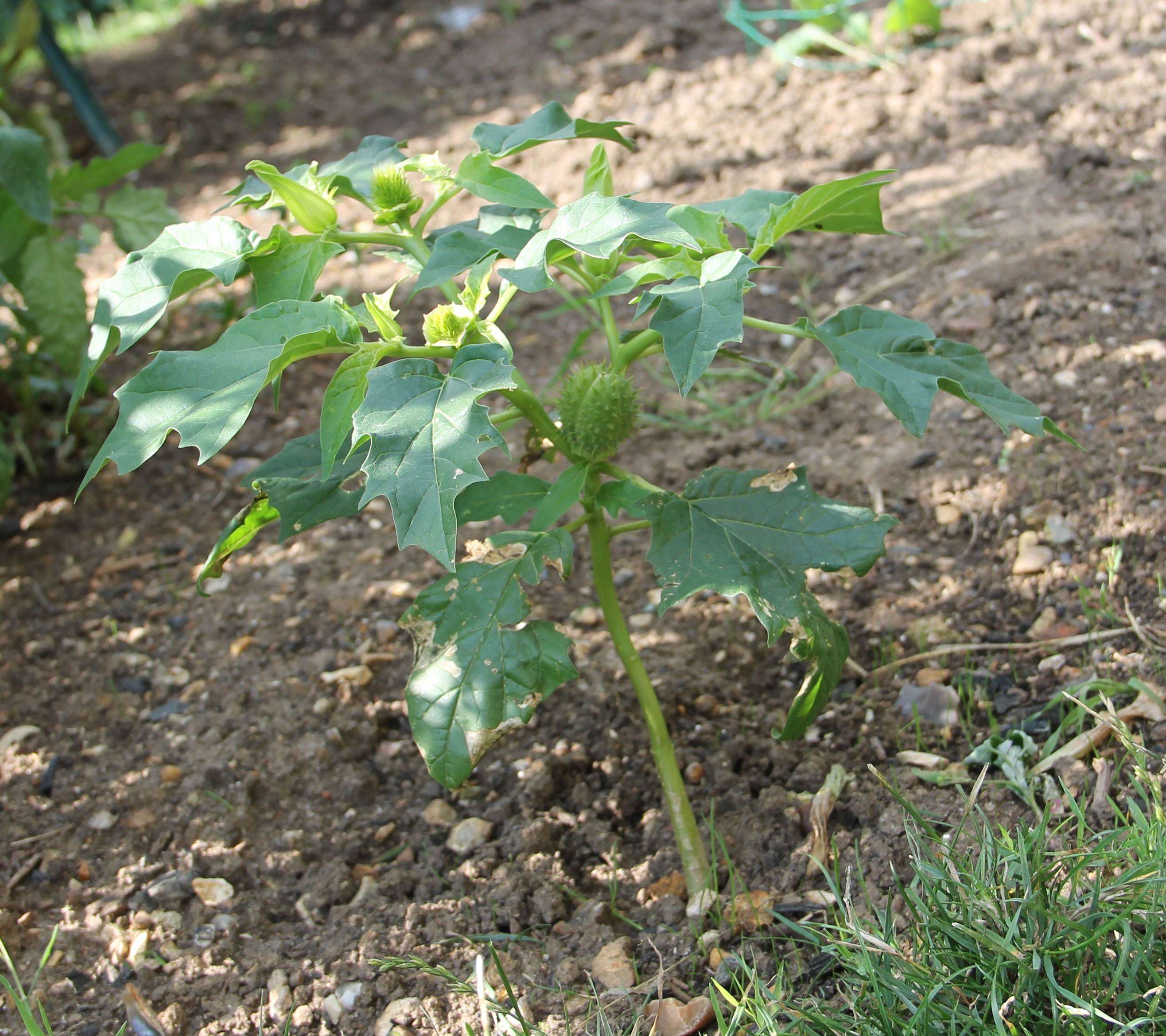
Jeune plant de Datura stramonium.

#### Autre
- (en) « Datura stramonium (jimsonweed) », sur Invasive Species Compendium, CABI.